# Fribourg (bang)
Bang Fribourg là một bang của Thụy Sĩ. Bang này tọa lạc ở phía tây Thụy Sĩ. Thủ phủ bang là Fribourg. Tên gọi Fribourg là tên trong tiếng Pháp, còn Freiburgⓘ là tên tiếng Đức cho cả bang và thủ phủ bang.

## Lịch sử
Bang Fribourg đã gia nhập Liên bang Thụy Sĩ năm 1481. Lãnh thổ đạt được như ngày nay vào năm 1803 khi Murten (Morat) được sáp nhập. Bang Fribourg đã gia nhập liên minh ly khai các bang Công giáo năm 1846 (Sonderbund). Năm 1847, quân đội bang này đã đầu hàng quân đội liên bang.

## Hành chính

### Huyện
Bang này có 7 huyệns:
- Broye thủ phủ là Estavayer-le-Lac
- Glâne thủ phủ là Romont
- Gruyère (tiếng Đức Greyerz) thủ phủ Bulle
- Lac thủ phủ Murten
- Saane (tiếng Pháp Sarine) thủ phủ Fribourg
- Sense (tiếng Pháp Singine) thủ phủ Tafers
- Veveyse (tiếng Đức Vivisbach) thủ phủ Châtel-Saint-Denis

### Đô thị
Bang này có 168 đô thị (thời điểm năm 2006). Số lượng đô thị giảm do tổng này đang hợp nhất các đô thị.

## Dân số
Dân số đa số là giáo dân Công giáo Rôma (năm 2000, chiếm 70%) còn cộng đồng Tin lành chiếm 15%.
2/3 dân số nói tiếng Pháp nằm ở phía tây bang, còn 1/3 sử dụng phương ngữ Alemannic của tiếng Đức nằm ở phía đông. Dân số năm 2007 là 263.241 người trong đó 43.838 người (hay 16,65%) là người nước ngoài.